# Kosmos (motorfiets)
Kosmos is een historisch motorfietsmerk.
De bedrijfsnaam was Moto Kosmos s.r.l., Liscate (Milano)
Dit was een in 1976 in Milaan opgestart fabriekje dat 123- en 244 cc motocross- en enduromotoren produceerde.